# Giro frontal superior
El giro frontal superior es aquella circunvolución situada en el lóbulo frontal del cerebro, por encima del surco frontal superior, y que se extiende anteriormente desde el giro precentral.